# Sekundærrute 171
Sekundærrute 171 er en rutenummereret landevej i Trekantområdet.
Ruten går fra Snoghøj ved Fredericia til Vinding ved Vejle.
Rute 171 har en længde på ca. 17 km.